# 장 디외도네
장 알렉상드르 외젠 디외도네(프랑스어: Jean Alexandre Eugène Dieudonné IPA: [ʒɑ̃ alɛksɑ̃dʁ øʒɛn djødɔne], 1906년 7월 1일 ~ 1992년 11월 29일)는 프랑스의 수학자이다. 추상대수학과 함수해석학에 공헌하였으며, 니콜라 부르바키의 회원이었다.

## 생애
프랑스 릴에서 태어났고, 유년기를 잉글랜드에서 보냈다. 1924년에 에콜 노르말 쉬페리외르에 입학하였고, 앙드레 베유 밑에서 공부하였다.
제2차 세계 대전 동안 프랑스 군에 속하였다. 전후 상파울루 대학교(1946–1947)와 낭시 대학교(1948–1952), 미시간 대학교(1952–53), 노스웨스턴 대학교(1953–1959)에 있다가, 새로 설립된 IHÉS로 프랑스로 다시 이전하였다. 1964년에는 니스 대학교에 새로 설립된 수학과 교수로 이전하였다. 1968년에 프랑스 과학 아카데미의 회원으로 선출되었다.
1970년에 교직에서 은퇴하였고, 1992년 프랑스 파리에서 사망하였다.

## 주요 저서 및 논문
- Dieudonné, Jean (1955), 《La géométrie des groupes classiques》, Ergebnisse der Mathematik und ihrer Grenzgebiete (N.F.), Heft 5, Berlin, New York: Springer-Verlag, ISBN 978-0-387-05391-2, MR 0072144
- Foundations of Modern Analysis (1960), Academic Press
- Dieudonné, Jean A.; Carrell, James B. (1971), “Invariant theory, old and new”, 《Advances in Mathematics》 (Boston, Massachusetts: Academic Press) 4: 1–80, doi:10.1016/0001-8708(70)90015-0, ISBN 978-0-12-215540-6, MR 0279102 (초판 Dieudonné, Jean A.; Carrell, James B. (1970), “Invariant theory, old and new”, 《Advances in Mathematics》 4: 1–80, doi:10.1016/0001-8708(70)90015-0, ISSN 0001-8708, MR 0255525)
- Dieudonné, Jean Alexandre (1982), 《A panorama of pure mathematics》, Pure and Applied Mathematics 97, London: Academic Press Inc. [Harcourt Brace Jovanovich Publishers], ISBN 978-0-12-215560-4, MR 0478177
- Dieudonné, Jean (1981), 《Choix d'œuvres mathématiques. Tome I》 (프랑스어), Paris: Hermann, ISBN 978-2-7056-5922-6, MR 611149
- Dieudonné, Jean (1981), 《Choix d'œuvres mathématiques. Tome II》 (프랑스어), Paris: Hermann, ISBN 978-2-7056-5923-3, MR 611150

## 참고 문헌
- Dugac, Pierre (1995). 《Jean Dieudonné: Mathématicien complet (Plus de lumiere)》 (프랑스어). Editions Jacques Gabay. ISBN 978-2-87647-156-6.
- O’Connor, John J.; Robertson, Edmund F. (2005년 12월). “Jean Alexandre Eugène Dieudonné”. 《MacTutor History of Mathematics Archive》 (영어). 세인트앤드루스 대학교.
- “Jean Alexandre Eugène Dieudonné”. 《수학 계보 프로젝트》 (영어). 미국 수학회.